# Качмарі (Львівський район)
Качмарі́ — село у Львівському районі Львівської області. Належить до Добросинсько-Магерівської сільської громади.

## Назва
У 1990 р. назву села Кочмарі було змінено на одну літеру.

## Історія
Село Качмарі до 1940 року були присілком села Кунин.